# Juan Fernández Blanco
Juan Fernández Blanco (Ibiza, 17 de agosto de 1995), más conocido como Juan Ibiza, es un futbolista español que juega en el Widzew Lodz de la Ekstraklasa. Se desempeña en la posición de defensa central.

## Trayectoria
Natural de Ibiza, más conocido como Juan “Ibiza”, apodo que le pusieron sus compañeros en la residencia del Villarreal Club de Fútbol, club al que llegó en etapa alevín y fue creciendo desde las categorías inferiores hasta el filial, donde jugó las temporadas 2016-2017 y 2017-2018. El 9 de agosto del 2016 fue inscrito por el primer equipo en la lista de la previa de la UEFA Champions League.
En la temporada 2017-2018 fue un habitual del filial castellonense que acabó en segunda posición y que jugó la fase de acenso a Segunda División, cayendo en la última ronda ante el Elche. En estos play offs, Juan participó en cinco de los seis encuentros disputados.
El 16 de julio de 2018 se va cedido con opción de compra a la Unión Deportiva Almería para competir en la Segunda División de España. En julio de 2019 es comprado por dicha entidad, jugando actualmente en la Segunda división de España.
Durante la temporada 2019-20, solo pudo disputar 8 partidos en la UD Almería debido a una grave lesión, ya que se rompió el cruzado.
El 24 de septiembre de 2020, llega cedido al CE Sabadell de la Segunda División de España por la UD Almería para disputar la temporada 2020-21.
El 10 de agosto de 2021, se confirma la vuelta del jugador a la disciplina de la UD Almería tras su cesión en la CE Sabadell.
El 31 de agosto de 2021, rescinde su contrato con la UD Almería y firma por la U. D. Ibiza de la Segunda División de España durante dos temporadas.
El 4 de septiembre de 2023, firma por el Widzew Lodz de la Ekstraklasa durante dos temporadas.

## Clubes
| Club                 | País    | Año         |
| -------------------- | ------- | ----------- |
| Villarreal "C"       | España  | 2014-2016   |
| Villarreal "B"       | España  | 2015-2018   |
| U.D. Almería         | España  | 2018-2021   |
| CE Sabadell (cedido) | España  | 2020 - 2021 |
| U.D. Ibiza           | España  | 2021-2023   |
| Widzew Lodz          | Polonia | 2023-       |